# Robert Drury (speaker)
Pour l’article homonyme, voir Robert Drury.
Sir Robert Drury, né au plus tard en 1456 et mort le 2 mars 1535, est un chevalier anglais, seigneur du manoir de Hawstead, Suffolk, et chevalier du corps des rois Henri VII et Henri VIII. En tant qu'homme politique, il est chevalier du comté de Suffolk, président de la Chambre des communes (élu le 4 octobre 1495) et conseiller privé. Il est également Barrister. Son hôtel particulier londonien se trouvait à l'emplacement de l'actuelle Drury Lane.

## Biographie
Admis au barreau à Lincoln's Inn en 1473, il exerce comme barrister (avocat). Il entre en politique avec son élection comme député du Suffolk à la Chambre des communes du Parlement d'Angleterre en 1491. Réélu en 1495, il est alors élu président (speaker) de la Chambre par ses pairs. Il prend part à la bataille de Blackheath contre les rebelles corniques en 1497, ce qui lui vaut d'être fait chevalier.
Il est élu une nouvelle fois député du Suffolk pour le parlement de 1510, le premier parlement du règne d'Henri VIII. C'est lui qui est alors choisi pour annoncer à la Chambre des lords que Thomas Englefield a été élu président de la Chambre des communes. En ces premières années du nouveau règne, Robert Drury est « un avocat, courtier et serviteur prééminent de la Couronne » ; premier membre de sa famille à servir à la Cour, il y sera suivi par ses descendants au long du XVIe siècle. Henri VIII l'associe de temps à autre à son Conseil privé. En septembre 1509 le roi le charge, avec deux autres délégués, de recueillir la promesse du roi d'Écosse Jacques IV de respecter le Traité de paix perpétuelle entre l'Écosse et l'Angleterre, et d'obtenir réparations pour les déprédations commises par les Écossais à la frontière. De 1511 à 1513 il co-dirige plusieurs commissions en vue de la satisfaction des griefs des Anglais dans la zone frontalière.
Il meurt en 1535 et est inhumé à l'église St Mary's Church à Bury St Edmunds. Son fils William sera à son tour avocat à la Cour et membre du Conseil privé d'Henri VIII, tandis que son fils Robert sera député du Buckinghamshire.